# Bituminaria
Bituminaria es un pequeño género de hierbas perennes malolientes de la familia  Fabaceae. Comprende 4 especies descritas y  aceptadas.

## Descripción
Tiene hojas alternas, pecioladas y con foliolos ovados. Las flores agrupadas en glomérulos axilares sobre un pedúnculo más largo que las hojas adyacentes. Flor papilonácea violeta. El fruto es una legumbre vellosa, comprimida y muy olorosa.

## Taxonomía
El género fue descrito por Heist. ex Fabr. y publicado en Enumeratio Methodica Plantarum 165–166. 1759.
Etimología
Bituminaria: nombre genérico derivado de las palabras latinas bitumen = "betún" y aria = sufijo que indica "posesión, relación, parecido". Por el olor muy particular de la higueruela o trébol hediondo – Bituminaria bituminosa (L.)

## Especies aceptadas
A continuación se brinda un listado de las especies del género Bituminaria aceptadas hasta julio de 2014, ordenadas alfabéticamente. Para cada una se indica el nombre binomial seguido del autor, abreviado según las convenciones y usos.
- Bituminaria acaulis (Hoffm.) C.H.Stirt.
- Bituminaria bituminosa (L.) C.H.Stirt.
- Bituminaria flaccida (Nab.) Greuter
- Bituminaria morisiana (Pignatti & Metlesics) Greuter